# Jean Delire
Jean Delire est un réalisateur belge, né à Châtelet (province de Hainaut) le 24 mars 1930 et mort le 1er avril 2000  à Bruxelles. Il est principalement connu pour quelques documentaires sur le blues/jazz et des adaptations de littérature fantastique.

## Biographie
Comme la plupart des cinéastes belges de l'époque, il débute comme chef opérateur, notamment pour Serge Leroy, et commence par réaliser de nombreux courts métrages documentaires, notamment sur le jazz. Dans la seconde moitié des années 1960, Jean Delire s'affirme dans des adaptations de la littérature fantastique. Selon Jacques Polet : « Par ses choix de cadrages et d’éclairages très étudiés, il excelle à la création d’atmosphères envoûtantes, désolées, nostalgiques ou inquiétantes, qui témoignent brillamment d’une aptitude à solliciter les multiples sortilèges du noir et blanc. » Jean Delire est aussi réputé pour son « fabuleux sens de la bande-son ».
Alors qu'il avait un projet très important (une adaptation de Michel de Ghelderode), dégoûté par de graves soucis de production, Jean Delire a arrêté le cinéma du jour au lendemain.
À partir des années 1970, Jean Delire se consacre à son emploi à la RTBF où il collabore à de nombreuses émissions. Retraité, il devient assistant de Jean-Jacques Rousseau, un excentrique cinéaste amateur de sa région, le pays de Charleroi.
Jean Delire est mort d'une leucémie en avril 2000.

### Vie privée
Dans les années 1960, Jean Delire est marié à l'actrice Danièle Denie, avec qui il a un enfant : Catherine (née en 1968),.

## Filmographie
- Furor Teutonicus (1999), Jean Delire est assistant du réalisateur Jean-Jacques Rousseau[6]
- Lettre de New York (1986), documentaire de 30 minutes
- Forêts de Wallonie (1985), documentaire de 30 minutes, tourné dans les forêts de Bonsecours, de Saint-Hubert et d'Eupen.
- Un algorithme de tous les jours : le Postomat (1985), documentaire de 17 minutes sur la traduction d'actions de la vie courante en séquences exécutables par un système informatique. Analyse de l'action manuelle et transfert vers l'action automatisée.
- Informatix (1984), une douzaine d'émissions télévisées consacrées à l'informatique.
- Europe-story (1983), documentaire coréalisé avec Serge Flamé, journaliste spécialiste de l'actualité européenne.
- F.U.C.A.M. (1973), documentaire tourné en 16 mm
- Il y a deux cimetières à Prague, Kafka est dans l'autre (1970)
- L'enlèvement d'Europe (1969), téléfilm d'après Marcel Thiry, 35 minutes
- Plus jamais seuls (1969)[7], 90 minutes, tourné en 16 mm, avec Danielle Denie (seconde épouse de Delire), Guy Héron, Roger Hanin, Claude Volter, Nadia Grey, Marie-Blanche Vergne, etc.[8] Fiction sur le changement et la transformation d'une comédienne qui tombe enceinte, chronique de neuf mois de la vie d'un couple. Le cinéaste n’a jamais trouvé un distributeur d’accord pour assumer le gonflage en 35 mm.
- Chalet Un[9] (1968), téléfilm d'après André Baillon[10], film préféré du cinéaste, « celui dont il faut se souvenir »[11].
- Trois étranges histoires (1968), film à sketches comprenant les deux adaptations de Jean Ray La Choucroute (1966) et L'homme qui osa (1965), accompagnés de La princesse vous demande (1967) d'après Thomas Owen.
- Une simple alerte (1967), court métrage (28 minutes) tourné en 35 mm, d'après la nouvelle éponyme de Marcel Thiry parue en 1967 aux Éditions Marabout dans le recueil Nouvelles du Grand Possible. Apparition de Maurice Béjart.
- La Princesse vous demande (1967), court métrage (27 minutes) tourné en 35 mm, d'après la nouvelle éponyme de Thomas Owen parue en 1963 aux Éditions Marabout dans le recueil La Cave aux crapauds et autres contes étranges, avec Philippe de Chérisey et une apparition de Maurice Béjart. Tourné au château de Rixensart.
- Une certaine Belgique (1967), documentaire télévisuel de 55 minutes (contribution, au ton décalé et pleine d'autodérision, de la RTB à une série de la BBC), avec un commentaire de Sélim Sasson[12].
- La choucroute[13] (1966) court métrage (20 minutes) d'après la nouvelle éponyme de Jean Ray parue en 1966 aux Éditions Marabout dans le recueil Le livre des fantômes[14].
- Belle (1966), téléfilm tourné en 16 mm[15]
- Sax-O-Phone (1966), documentaire sur la vie et les malheurs d'Adolphe Sax, 18 minutes. Dédié à la mémoire de Bobby Jaspar.
- L'Homme qui osa (1965), court métrage (26 minutes 30 seconde) avec Christian Barbier, d'après la nouvelle éponyme de Jean Ray parue en 1961 aux Éditions Marabout dans le recueil Les 25 meilleures histoires noires et fantastiques. Avec une apparition de Jacques Brel[16].
- Le pêcheur et son âme (1965), téléfilm tourné en 35 mm
- Extension 1900 : Ostende (1963), téléfilm tourné en 16 mm, sur la Belle Époque, autour de 1900, à Ostende.
- Extension 1900 : Spa (1963), téléfilm tourné en 16 mm, sur la Belle Époque, autour de 1900, à Spa.
- Comment devenir millionnaire (1963), téléfilm tourné en 16 mm
- La vie de John Schmidt (1963), téléfilm tourné en 16 mm
- Heureux mortels (1962)[17], série de téléfilms coréalisés avec Maurice Beerblock.
- Teeth Is Money (1962) court métrage d'animation coréalisé avec Eddy Ryssack, en compétition des courts métrages au Festival de Cannes 1962.
- La croix de l'abbé d'Xhignesse (1960), téléfilm tourné en 16 mm
- Le maître de montagne (1960), téléfilm tourné en 16 mm
- Le sapin de Hautregard (1960), téléfilm tourné en 16 mm
- La belle époque (1960)[18], fable pessimiste, tournée en 35 mm, sur le « progrès », loin du discours cliché qui fait des années 1960, une époque bénie où tout semblait possible[19]. Serge Leroy est l'assistant du cinéaste.
- Le site brutal (1959), court métrage sur la désaffection industrielle, avec un poème de Christian Dotremont
- Jazz Session (1958)
- Big Bill Blues (1956), documentaire sur Big Bill Broonzy, guitariste et chanteur de blues américain, Ours d'argent au festival de Berlin, un des plus beaux films jamais consacrés au jazz[20].
- L'usine abandonnée (1955), documentaire de 18 minutes
- Les souris mènent la danse (1955)[21], coréalisé avec Roland Perault[22], avec Jacques Brel
- L'étonnante évolution d'une ville (1954), documentaire de 22 minutes
- Un pays noir (1953), coréalisé avec Jacques Boigelot, documentaire de 20 minutes
- La vallée de l'Ourthe (1953), documentaire de 20 minutes
- La boîte à surprise (1951), coréalisé avec Jacques Boigelot, documentaire de 30 minutes
- La grille ne s'ouvre jamais seule (1949), 20 minutes
- Visite au sculpteur Charles Leplae. 1957. Commentaires prises de vues Jean Delire, réalisation Jean Antoine.